# 阮孚
阮孚（約278年—約326年），字遙集，陳留尉氏（今河南尉氏）人，阮咸次子。東晉大臣，歷任顯官，以繼承父親和叔祖的任性曠達見稱。嗜酒，留下金貂換酒的典故。當時的人給予阮孚「誕伯」的稱號，與阮放、郗鑒、胡毋輔之、卞壼、蔡謨、劉綏及羊曼合稱兗州八伯。

## 出生與早年事蹟
阮孚的父親阮咸一直和姑母的鮮卑裔婢女有私情。阮咸的母親去世時，姑母按禮法需要回到丈夫的家。最初姑母表示會留下婢女，臨行時改變決定。阮咸知道這事後，身穿喪服，借了客人的驢，把婢女載回來。阮咸解釋道：「肚子裏的孩子不能丟掉！」然而仍為輿論所不容。
這婢女就是阮孚的母親。因為母親身世的緣故，阮咸的姑母引用王延壽《魯靈光殿賦》中「胡人遙集於上楹」一句，以「遙集」為阮孚的表字。
阮孚出仕后最初任職於太傅府，其後調任騎兵屬。永嘉之亂發生後，阮孚跟隨一些北方士族流亡至江南，並繼續任職於東晉朝廷。

## 避亂江南
晉元帝委任阮孚為安東參軍，其後阮孚先後任職丞相從事中郎、車騎將軍長史、黃門侍郎、散騎常侍等職。阮孚終日披頭散髮，不理公事，只顧飲酒，常被負責監管的官員彈劾，但晉元帝一直沒有處罰他。
在委任阮孚為車騎將軍司馬裒手下的長史時，晉元帝曾勸他少飲酒、多做事，但阮孚仍沒有聽從。後來阮孚又以金貂蟬官帽換酒喝，又遭主管官員彈劾，晉元帝仍然赦免他。
晉元帝統治後期，阮孚轉職太子中庶子、左衛率，兼領屯騎校尉。
晉明帝即位後，阮孚轉任侍中。由於他在平王敦之亂時有功，獲封為南安縣侯。後來朝廷擢升他為吏部尚書兼領東海王師，但阮孚以健康理由推辭，晉明帝命令阮孚在家就任。時任尚書令郗鑒認為阮孚不合禮法，晉明帝說：「任用他，大家就不高興，但不任用他，就埋沒人才。」。
不久晉明帝病重，溫嶠前往宮中準備接受遺命，經過阮孚的府邸，便要求他一同入宮接受顧命。溫嶠指阮孚德高望重，國家非常需要他效力。阮孚沒有回應，只是不斷要求下車，但被溫嶠拒絕。在車子到達宮門前，阮孚聲稱內急，要求下車解手，但他下車後就自己步行回家。

## 自求外放
晉成帝即位後，阮孚被委任為丹陽尹。阮孚對庾太后和庾亮輔政持不同意見，認為庾亮經驗不足，不能服眾，相信將會有禍亂發生。他對親信發表自己意見後不久，廣州刺史劉顗去世。阮孚主動請求朝廷委任自己繼任。
在朝中主政的王導等人以阮孚性格放蕩不羈，不適合在中央任職，決定批准他的請求，任命他為「都督交、廣、寧三州軍事」、「鎮南將軍」，兼任「平越中郎將」、廣州刺史。阮孚受命赴任，途中患病去世，終年49歲。不久蘇峻之亂爆發，有識之士認為阮孚有先見之明。
他對當時局勢的評論被收錄於《晉書》和《資治通鑑》。
由於阮孚沒有兒子，從孫阮廣繼承他的爵位。

## 軼事
- 阮孚愛好收集木屐。當時祖逖的弟弟祖約喜愛收集財物，阮孚跟都祖約沉溺於嗜好而荒廢正事，但最初人們未能分出他們的高下。有人探訪祖約，當時祖約正在整理財物，見有外人顯得非常緊張，收拾不完，還拿了兩個小籃子背在背後，不讓客人看見。另有人探訪阮孚，當時阮孚正在為木屐打蠟。阮孚對有外人出現不以為意，氣定神閒。然後歎息著說：「不知道這輩子能夠穿幾雙木屐啊？」，感慨人生苦短。最後大家認為阮孚境界比祖約高。[參⁠ 18][參⁠ 19]
- 阮孚曾經規勸卞壼：「您常常不能空閒下來，好像吃下了瓦石一樣，不辛苦嗎？」卞壼回答：「其他人都崇尚放達，總得有些心胸狹窄的人吧。我不做這樣的人，誰人來做？」[參⁠ 20]
- 據南朝梁沈約編著的《俗說》一書記載：晉明帝病重時，大臣請求將被納入宮中的美人宋禕放出。晉明帝問哪位大臣願意接收宋禕，只有阮孚一人答應，於是晉明帝就把宋禕交給阮孚[參⁠ 21]。

## 註解
1. 1 2  出生年由逝世年往前推算所得。
2. 1 2  據《資治通鑑》記載，阮孚於326年求出為廣州刺史。而據《晉書》記載，阮孚未到任即逝世。本條目假設阮孚求調任及逝世發生在同一年。
3. ↑  《晉書》指阮咸所借的是馬。
4. ↑  《晉書》未有交代當時任太傅者為何人。
5. ↑  成語「金貂換酒」即出自此。
6. ↑  《晉書》稱阮孚出任丹陰尹。
7. ↑   註:

## 外部連結
- 《晉書》列傳第十九 (阮孚)
- 《資治通鑑》卷九十三
- 《世說新語》雅量篇
- 《世說新語》任誕篇
- 《俗說》全文

1. ↑  《通典·職官三》：「為散騎常侍，嘗以金貂換酒，為所司彈糾。